# Benedict Scharner
Benedict Scharner (* 12. April 2005 in Bergen, Norwegen) ist ein österreichischer Fußballspieler.

## Karriere

### Verein
Scharner begann seine Karriere beim SV Wienerwald. Im Februar 2018 wechselte er in die Jugend des SK Rapid Wien. Zur Saison 2018/19 kam er in die AKA St. Pölten, in der er in den folgenden vier Jahren sämtliche Altersstufen durchlief.
Zur Saison 2022/23 wechselte er zum Zweitligisten SKN St. Pölten. Sein Debüt in der 2. Liga gab er im Juli 2022, als er am zweiten Spieltag jener Saison gegen den SK Rapid Wien II in der 70. Minute für Kévin Monzialo eingewechselt wurde. In jener Partie, die der SKN mit 5:1 gewann, erzielte er mit dem Treffer zum zwischenzeitlichen 3:0 nur zwei Minuten nach seiner Einwechslung auch prompt sein erstes Tor als Profi. Insgesamt absolvierte Scharner 29 Zweitligapartien für den SKN.
Im August 2024 wechselte Scharner nach Italien zur U-19 von Erstligist Hellas Verona. Nach einer Spielzeit in Italien kehrte er zur Saison 2025/26 nach Österreich zurück, wo er sich dem Zweitligisten FC Liefering anschloss, bei dem er einen bis 2027 laufenden Vertrag erhielt.

### Nationalmannschaft
Scharner spielte im Oktober 2019 erstmals für eine österreichische Jugendnationalauswahl. Im September 2021 debütierte er gegen Dänemark im U-17-Nationalteam. Im September 2022 gab er gegen Schweden sein Debüt für die U-18-Mannschaft. Zwischen 2023 und 2024 kam er anlässlich der Qualifikation zur U-19-Europameisterschaft 2024 auf sechs Länderspieleinsätze für Österreichs U-19-Nationalelf.

## Persönliches
Sein Vater Paul (* 1980) war ebenfalls Fußballspieler und zudem österreichischer Nationalspieler.
Seine Brüder Constantin (* 2003) und Paul (* 2008) sind ebenfalls Fußballspieler; so auch sein Cousin Kilian (* 2003).